# تجديف (فعل)

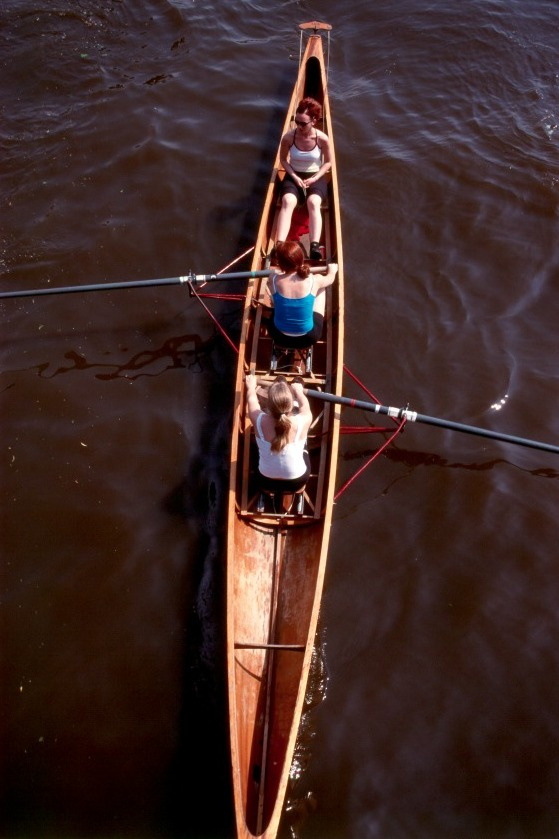
أشخاص يقومون بعملية التجديف في القارب.

التجديف هو العمل الذي يقوم به شخص بمسك مجاديف القارب مثلا وتحريكها للامام والخلف لتحريك القارب.